# Иван Бобеков
Иван Станьов Бобеков български революционен и военен деец, брат на Павел Бобеков и двамата родом от Панагюрище.
Иван Бобеков е участник в Руско-турската освободителна война през 1877 – 1878 година. Получава военно образование и става офицер, след като завършва Пехотното юнкерско училище в град Киев (1882).
Председателства Окръжната постоянна комисия на Татар Пазарджик (1895 – 1899) и е кмет на град Панагюрище. Народен представител (1920,1923, 1924).